# The Papas & the Mamas
| Recensione              | Giudizio    |
| ----------------------- | ----------- |
| AllMusic                | [ 1 ]       |
| Sputnikmusic            | 3.3 (Great) |
| Dizionario del Pop-Rock | [ 3 ]       |
| 24.000 dischi           | [ 4 ]       |

The Papas & The Mamas è il quarto album in studio del gruppo musicale statunitense dei The Mamas & the Papas, uscito nel febbraio del 1968.

## Tracce
Lato A
1. The Right Somebody to Love – 0:34 (Shirley Temple)
2. Safe in My Garden – 3:10 (John Phillips)
3. Meditation Mama (Transcendental Woman Travels) – 4:19 (John Phillips, Lou Adler)
4. For the Love of Ivy – 3:40 (John Phillips, Denny Doherty)
5. Dream a Little Dream of Me – 3:14 (Wilbur Schwandt, Fabian Andre, Gus Kahn)
6. Mansions – 3:43 (John Phillips)

Lato B
1. Gemini Childe – 4:05 (John Phillips)
2. Nothing's Too Good for My Little Girl – 3:05 (Ned Wynn)
3. Too Late – 4:07 (John Phillips)
4. Twelve Thirty – 3:22 (John Phillips)
5. Rooms – 2:45 (John Phillips)
6. Midnight Voyage – 3:11 (John Phillips)

## Formazione
- Denny Doherty - voce
- Cass Elliot - voce
- John Phillips - voce, chitarra
- Michelle Phillips - voce

Altri musicisti
- Hal Blaine - percussioni
- Larry Knechtel - tastiere
- Joe Osborn - basso
- Dr. Eric Hord - chitarra (accreditato nelle note di copertina dell'album ma non indicato lo strumento che suona)
- Jim Horn - flauto, sassofono (non accreditato nelle note di copertina dell'album)
- John York - basso in Rooms (non accreditato nelle note di copertina dell'album)
- Paul Downing - chitarra in Rooms (non accreditato nelle note di copertina dell'album)
- P.F. Sloan - chitarra (non accreditato nelle note di copertina dell'album)
- Gary Coleman - percussioni, campana, marimba (non accreditato nelle note di copertina dell'album)

Note aggiuntive
- Lou Adler - produttore
- Registrazioni effettuate al Honest John Studios di Los Angeles, California (Stati Uniti)
- Count Pilaff (Peter Pilafian) - ingegnere delle registrazioni
- F. Troop - ingegnere delle registrazioni (engineering service)
- Uncle Lou (Lou Adler) e Papa John (John Phillips) - mixing
- Tad Diltz - foto copertina album originale
- Gary Burden - art direction e design copertina album originale
- Esperanza - tacos[6]

## Classifica
Album
| Anno | Classifica    | Posizione raggiunta |
| ---- | ------------- | ------------------- |
| 1968 | Billboard 200 | 15                  |

Singoli
| Anno | Titolo del brano           | Classifica        | Posizione raggiunta |
| ---- | -------------------------- | ----------------- | ------------------- |
| 1968 | Dream a Little Dream of Me | Billboard Hot 100 | 12                  |
| 1968 | Safe in My Garden          | Billboard Hot 100 | 53                  |
| 1968 | For the Love of Ivy        | Billboard Hot 100 | 81                  |